# Toshio Matsumoto
Pour les articles homonymes, voir Matsumoto.
Toshio Matsumoto (松本 俊夫, Matsumoto Toshio, né le 25 mars 1932 à Nagoya et mort le 12 avril 2017 à Tokyo) est un réalisateur et vidéaste japonais.

## Biographie
Toshio Matsumoto est né à Nagoya (Aichi) au Japon. Diplômé de l'université de Tokyo en 1955, la même année il tourne son premier court métrage Ginrin. Son œuvre la plus connue est Les Funérailles des roses (薔薇の葬列, Bara no soretsu). Le film est influencé autant par l'effet de distanciation de Bertolt Brecht pour le style, et Œdipe roi pour la trame narrative. 
Toshio Matsumoto a publié de nombreux livres et photographies. Il fut professeur et doyen de la Kyoto University of Art and Design. Il fut également président de la Japan Society of Image Arts and Sciences. Il vivait à Tokyo.

## Filmographie

### Longs métrages
- 1969 : Les Funérailles des roses (薔薇の葬列, Bara no sōretsu?)
- 1971 : Pandemonium (修羅, Shura?)
- 1976 : Jūroku-sai no sensō (十六歳の戦争?)
- 1988 : Dogura Magura (ドグラ・マグラ, Dogura Magura?)

### Courts métrages et films expérimentaux
- 1955 : Bicycle (銀輪?)
- 1956 : Senkan (潜凾?)
- 1959 : Haru wo Yobukora (春を呼ぶ子ら?)
- 1959 : 300 Ton Trailer (300トン・トレーラー?)
- 1959 : US-Japan Security Treaty (安保条約?)
- 1960 : Long White Line of Record (白い長い線の記録?)
- 1961 : The Weavers of Nishijin (西陣?)
- 1963 : The Song of Stone (石の詩?)
- 1967 : Mothers (母たち?)
- 1968 : For the Damaged Right Eye (つぶれかかった右眼のために?, aka For My Crushed Right Eye)
- 1969 : Extasis (エクスタシス?)
- 1971 : Metastasis (メタスタシス　新陳代謝?)
- 1972 : Autonomy (オートノミー　自律性?)
- 1972 : Expansion (エクスパンション　拡張?)
- 1973 : Mona Lisa (モナ・リザ?)
- 1974 : Fly (フライ　飛ぶ?)
- 1974 : Andy Warhol: Re-reproduction (アンディ・ウォーホル：複々製?)
- 1975 : Everything Visible Is Empty (色即是空?)
- 1975 : Young Girl (青女?)
- 1975 : Phantom (ファントム　幻妄?)
- 1975 : Atman (アートマン?)
- 1976 : Kite (凧?)
- 1977 : Black Hole (ブラックホール?)
- 1978 : Enigma (エニグマ　謎?)
- 1979 : White Hole (ホワイトホール?)
- 1980 : Ki - Breathing (気 Breathing?)
- 1981 : Connection (コネクション?)
- 1982 : Votive Picture (絵馬?)
- 1982 : Relation (リレーション　関係?)
- 1982 : Shift (シフト　断層?)
- 1983 : Formation (フォーメイション　形成?)
- 1984 : WAVE (?)
- 1984 : Delay Exposure (ディレイ・エクスポージャー?)
- 1985 : EE Control (EEコントロール?)
- 1985 : Vibration (バイブレーション?)
- 1985 : Sway (揺らぎ　スウェイ?)
- 1987 : Engram (エングラム　記憶痕跡?)
- 1989 : Trauma (トラウマ?)
- 1990 : Sign (気配?)
- 1992 : Disguise (ディシミュレーション　偽装?)

## Autres œuvres
| Année | Titre anglais                  | Titre japonais                   | Romanji                         | Type                                                                               |
| ----- | ------------------------------ | -------------------------------- | ------------------------------- | ---------------------------------------------------------------------------------- |
| 1962  | Long Black Shadow of Record    | 黒い長い影の記録                 | Kuroi Nagai Kage no Kiroku      | Radio play.                                                                        |
| 1964  | Uso mo Honto mo Urakara Mireba | 嘘もほんとも裏から見れば         | Uso mo Honto mo Urakara Mireba  | Theatre play.                                                                      |
| 1968  | Magnetic Scramble              | マグネチック・スクランブル       | Magnetic Scramble               | Video performance.                                                                 |
| 1969  | Projection for an Icon         | イコンのためのプロジェクション   | Ikon no tame no projection      | "Inter-media" piece.                                                               |
| 1969  | Shadow                         | シャドウ                         | Shadow                          | "Inter-media" piece.                                                               |
| 1970  | Space Projection Ako           | スペース・プロジェクション・アコ | Space Projection Ako            | "Inter-media" piece.                                                               |
| 1974  | Mona Lisa for Multi-video      | マルチビデオのためのモナ・リザ   | Multivideo no tame no Mona Lisa | Video installation for 10 screens.                                                 |
| 1974  | Morning Dew                    | モーニング・デュー（あさつゆ）   | Asa tsuyu                       | "Inter-media" piece.                                                               |
| 1975  | Total Theatre                  | トータルシアター・葵の上         | Total Theatre                   | "Inter-media" piece.                                                               |
| 1976  | Yuuterasu, shikyuu             | ユーテラス、子宮                 | Yuuterasu, shikyuu              | Media piece.                                                                       |
| 1979  | Aquarium                       | 水族館                           | Suizokukan                      | Video installation for 3 screens, a water tank and fish.                           |
| 1980  | Cosmic Relation                | コズミック・リレーション         | Cosmic Relation                 | Images for mobile 3D screen.                                                       |
| 1986  | Multiconnection                | マルチ・コネクション             | Multiconnection                 | Installation for 1 16 mm camera and 4 screens.                                     |
| 1986  | Articulation                   | アーティキュレーション 文節      | Articulation: Bunsetsu          | Installation for 6 screens and 1 camera.                                           |
| 1989  | Luminous Globe                 | ルミナス・グローブ               | Luminous Globe                  | Installation for a spherical screen and a torus rear screen.                       |
| 1990  | Legend of Urando               | ウランド伝説                     | Urando Densetsu                 | Media theatre for 2 HDTV and a laser.                                              |
| 1992  | Trap of Narratology            | ナラトロジーの罠                 | Narratology no wana             | Installation for 23 screens, rotating camera platform, a camera and a sand screen. |

## Publications
- Eizo no hakken (1963)
- (en) Toshio Matsumoto, « A Theory of Avant-Garde Documentary », Cinema Journal, vol. 51, no 4,‎ 2012, p. 148–154 (DOI 10.1353/cj.2012.0099, lire en ligne, consulté le 19 décembre 2014)